# Regionalwahlen in Frankreich 2021
Die Regionalwahlen in Frankreich 2021 (französisch Élections régionales françaises de 2021) fanden in einem ersten Wahlgang am 20. Juni und in einem zweiten am 27. Juni statt.
In den französischen Regionen konnten alle amtierenden Regionalpräsidenten quer durch die politischen Lager zwischen links und gemäßigt rechts ihr Amt verteidigen. Dem rechtsradikalen Rassemblement National (RN) gelang es erneut nicht, in einer Region die Stimmenmehrheit zu erlangen. Auch im ersten Wahlgang wurde die Partei nur in der Region Provence-Alpes-Côte d’Azur wählerstärkste Partei, 2015 war der RN in sechs Regionen stärkste Partei.
Zu Machtwechseln kam es hingegen in drei Überseegebieten, nämlich in Französisch-Guayana, Martinique und Réunion. Dort konnten sich jeweils linke Listen gegen zentristische bzw. rechte Listen, die 2015 am besten abschnitten, durchsetzen.
Die größte Debatte entfachte sich allerdings über die historisch niedrige Wahlbeteiligung von nur etwa 33 bis 35 Prozent je nach Wahlgang.

## Wahlverfahren
Im Regelfall werden zwei Wahlgänge durchgeführt. Sollte beim ersten Wahlgang am 20. Juni 2021 keine der Listen, auf denen Frauen und Männer gleichstark vertreten sein müssen, die absolute Mehrheit in einem Rat erreichen, wird dort am 27. Juni 2021 ein zweiter Durchgang fällig. Dabei können Listen zusammengelegt werden, vorausgesetzt mindestens eine beteiligte Liste hat mindestens (Sperrklausel) zehn Prozent der Stimmen erhalten und jede der weiteren Parteien mindestens fünf Prozent.
Die Partei mit den meisten Stimmen erhält zusätzlich einen Bonus von 12,5 Prozent.  Die Regionalräte mit ihren 1757 Ratsmitgliedern sind auf fünf Jahre gewählt.

## Regionen
| Region                                                   | Ratsmitglieder |
| -------------------------------------------------------- | -------------- |
| Auvergne-Rhône-Alpes                                     | 204            |
| Bourgogne-Franche-Comté                                  | 100            |
| Bretagne                                                 | 83             |
| Centre-Val de Loire                                      | 77             |
| Französisch-Guayana                                      | —              |
| Grand Est (Elsass-Champagne-Ardenne-Lothringen)          | 169            |
| Guadeloupe                                               | 41             |
| Hauts-de-France (Nord-Pas-de-Calais-Picardie)            | 170            |
| Île-de-France                                            | 209            |
| Korsika                                                  | —              |
| Martinique                                               | —              |
| Normandie                                                | 102            |
| Nouvelle-Aquitaine (Aquitaine-Limousin-Poitou-Charentes) | 183            |
| Okzitanien (Languedoc-Roussillon-Midi-Pyrénées)          | 158            |
| Pays de la Loire                                         | 93             |
| Provence-Alpes-Côte d’Azur                               | 123            |
| Réunion                                                  | 45             |
| Gesamt (17)                                              | 1.757          |

## Ergebnisse

### Landesweites Ergebnis

#### Erster Wahlgang
| Politische Richtung/Partei                    | Politische Richtung/Partei                    | Stimmen    | Stimmen |
| Politische Richtung/Partei                    | Politische Richtung/Partei                    | Anzahl     | %       |
| --------------------------------------------- | --------------------------------------------- | ---------- | ------- |
|                                               | Linke (PS, FI + andere)                       | 4.507.955  | 30,66   |
|                                               | Gemäßigte Rechte (LR + andere)                | 4.346.321  | 29,56   |
|                                               | Rassemblement National                        | 2.838.202  | 19,30   |
|                                               | La République en Marche                       | 1.294.107  | 8,80    |
|                                               | Grüne (EELV + andere)                         | 1.232.853  | 8,38    |
|                                               | Sonstige und Regionale                        | 485.805    | 3,30    |
|                                               |                                               |            |         |
| Registrierte Wähler                           | Registrierte Wähler                           | 45.302.118 | 100,00  |
| Enthaltungen                                  | Enthaltungen                                  | 30.016.723 | 66,26   |
| Wähler (gültig, ungültig, leerer Stimmzettel) | Wähler (gültig, ungültig, leerer Stimmzettel) | 15.285.395 | 33,74   |

Ergebnisse des ersten Wahlgangs nach Départements in kartografischen Darstellungen
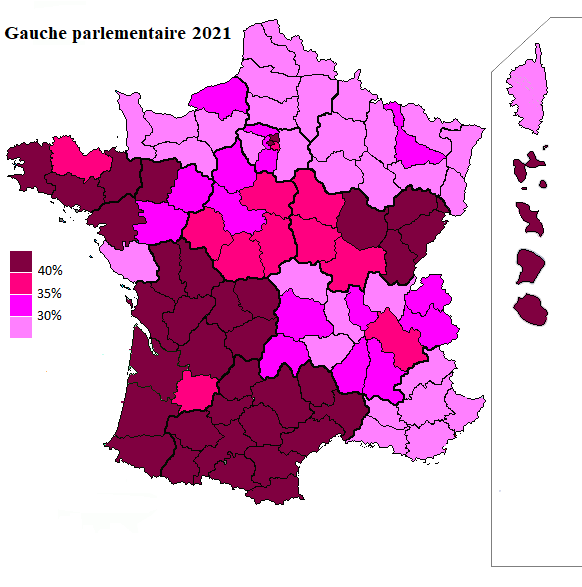
Politische Linke
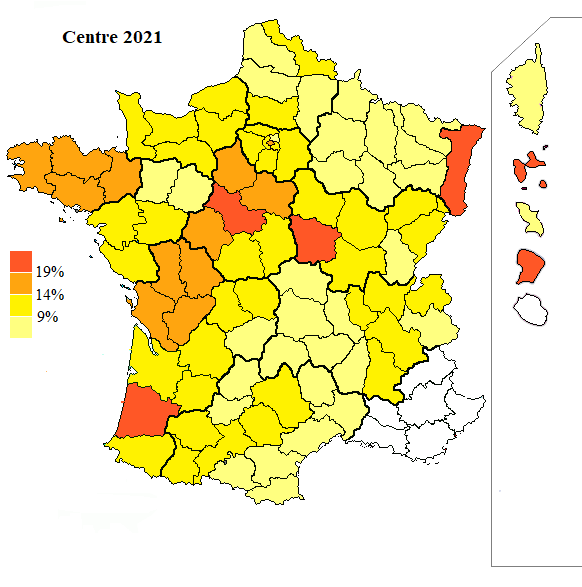
Zentristen
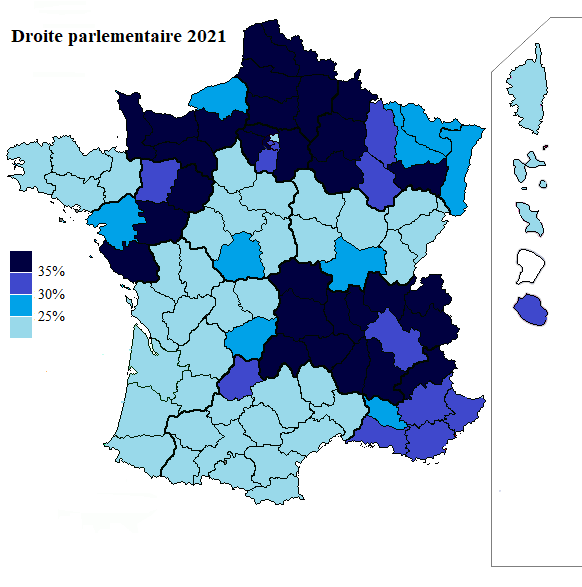
Politische Rechte
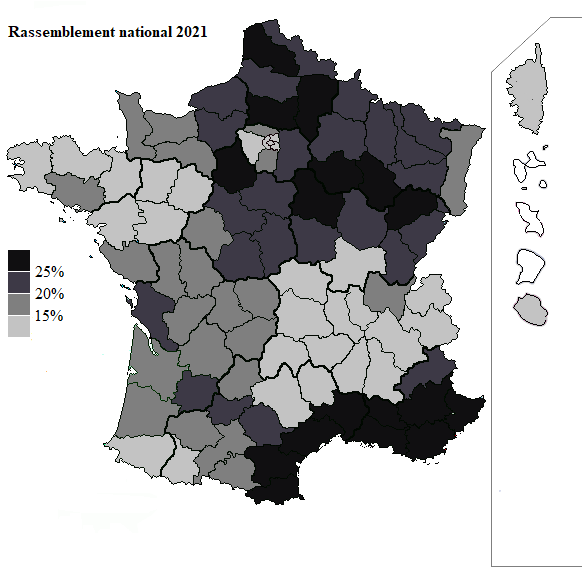
Rassemblement National

#### Zweiter Wahlgang
| Politische Richtung/Partei                    | Politische Richtung/Partei                    | Stimmen    | Stimmen | Gewählte Präsidenten | Gewählte Präsidenten |
| Politische Richtung/Partei                    | Politische Richtung/Partei                    | Anzahl     | %       | Gewählte Präsidenten | Gewählte Präsidenten |
| --------------------------------------------- | --------------------------------------------- | ---------- | ------- | -------------------- | -------------------- |
|                                               | Gemäßigte Rechte (LR + andere)                | 5.942.566  | 38,93   | 7                    |                      |
|                                               | Linke (PS, FI + andere)                       | 3.685.107  | 24,14   | 8                    |                      |
|                                               | Rassemblement National                        | 2.908.302  | 19,05   | —                    |                      |
|                                               | Grüne (EELV + andere)                         | 1.719.493  | 11,26   | —                    |                      |
|                                               | La République en Marche                       | 825.050    | 5,40    | 1                    |                      |
|                                               | Sonstige und Regionale                        | 185.920    | 1,22    | 1                    |                      |
|                                               |                                               |            |         |                      |                      |
| Registrierte Wähler                           | Registrierte Wähler                           | 45.932.748 | 100,00  |                      |                      |
| Enthaltungen                                  | Enthaltungen                                  | 29.999.006 | 65,31   |                      |                      |
| Wähler (gültig, ungültig, leerer Stimmzettel) | Wähler (gültig, ungültig, leerer Stimmzettel) | 15.933.742 | 34,69   |                      |                      |

### Regionale Ergebnisse
Im Vergleich zu den Regionalwahlen 2015, bei denen es in der zweiten Runde mehrfach zu Rückzügen antrittsberechtigter Listen (die in der ersten Runde mindestens 10 Prozent erhielten) kam, war dies 2021 nur in der Region Provence-Alpes-Côte d’Azur der Fall. Grund dafür war die relative Schwäche des Rassemblement National in der ersten Runde. Nur in der Region Alpes-Côte d’Azur zogen linke und grüne Listen zurück und riefen zur Verhinderung des RN auf.
Es kam zu vier Listenfusionen in der zweiten Runde, allesamt zwischen linken und grünen Listen. In den Regionen, in denen die Kandidaten der Partei des Staatspräsidenten Emmanuel Macron, La République en Marche, in der ersten Runde unter der Schwelle von zehn Prozent blieben, schlossen diese sich keiner anderen Liste an, riefen hingegen häufig zur Wahl der gemäßigten Rechten auf, beispielsweise in der Region Hauts-de-France.
| Region                     | Präsident vor Wahl        | Neuer Präsident           | Wahl- berechtigte   | Wahl- beteiligung | Runde             | Rechte (LR + andere) | Linke (PS, FI + andere) | Grüne (EELV + andere) | RN (+ andere)      | LREM- MoDem     | Regionale, Sonstige |
| -------------------------- | ------------------------- | ------------------------- | ------------------- | ----------------- | ----------------- | -------------------- | ----------------------- | --------------------- | ------------------ | --------------- | ------------------- |
| Auvergne-Rhône-Alpes       | Laurent Wauquiez (LR)     | Laurent Wauquiez (LR)     | 5.403.253 5.405.010 | 32,59 % 33,37 %   | 1. Runde 2. Runde | 43,79 % 55,17 %      | 18,53 % 1 2             | 14,45 % 33,65 %       | 12,33 % 11,18 %    | 9,87 % —        | 1,03 % 1 —          |
| Bourgogne-Franche-Comté    | Marie-Guite Dufay (PS)    | Marie-Guite Dufay (PS)    | 1.967.059 1.967.124 | 34,87 % 36,54 %   | 1. Runde 2. Runde | 21,04 % 24,23 %      | 33,75 % 1 42,20 %0      | 10,34 % 3             | 23,19 % 23,78 %    | 11,69 % 09,79 % | —                   |
| Bretagne                   | Loïg Chesnais-Girard (PS) | Loïg Chesnais-Girard (PS) | 2.493.637 2.495.251 | 35,79 % 36,62 %   | 1. Runde 2. Runde | 16,27 % 21,98 %      | 44,31 % 1 50,06 % 1     | 21,36 % 1 14,75 %0    | 14,27 % 13,22 %    | —               | 3,78 % 1 —          |
| Centre-Val de Loire        | François Bonneau (PS)     | François Bonneau (PS)     | 1.816.435 1.816.657 | 32,74 % 33,13 %   | 1. Runde 2. Runde | 18,82 % 22,61 %      | 38,22 % 1 39,15 %0      | 4,07 % —              | 22,24 % 22,24 %    | 16,65 % 16,00 % | —                   |
| Französisch-Guayana        | Rodolphe Alexandre (GR)   | Gabriel Serville (PS)     | 101.825 101.639     | 34,79 % 46,78 %   | 1. Runde 2. Runde | —                    | 51,01 % 1 54,83 %0      | —                     | —                  | 43,72 % 45,17 % | 5,27 % —            |
| Grand Est                  | Jean Rottner (LR)         | Jean Rottner (LR)         | 3.829.096 3.830.995 | 29,62 % 30,24 %   | 1. Runde 2. Runde | 31,15 % 40,30 %      | 25,84 % 1 21,22 %0      | 25,84 % 1 21,22 %0    | 28,07 % 1 26,30 %0 | 10,77 % 12,17 % | 4,16 % 1 —          |
| Guadeloupe                 | Ary Chalus (GUSR)         | Ary Chalus (GUSR)         | 315.692 316.463     | 30,85 % 36,88 %   | 1. Runde 2. Runde | 7,10 % 1 —           | 8,33 % 1 —              | —                     | —                  | 49,31 % 72,43 % | 35,35 % 1 27,57 %   |
| Hauts-de-France            | Xavier Bertrand (DVD)     | Xavier Bertrand (DVD)     | 4.227.025 4.227.592 | 32,84 % 33,18 %   | 1. Runde 2. Runde | 41,39 % 52,37 %      | 22,55 % 1 21,98 %0      | 22,55 % 1 21,98 %0    | 24,37 % 25,65 %    | 9,13 % —        | 2,56 % 1 —          |
| Île-de-France              | Valérie Pécresse (SL)     | Valérie Pécresse (SL)     | 7.241.588 7.240.883 | 30,85 % 33,26 %   | 1. Runde 2. Runde | 35,94 % 45,92 %      | 22,85 % 1 2             | 14,81 % 1 33,68 %0    | 13,12 % 10,79 %    | 11,76 % 09,62 % | 1,52 % 1 —          |
| Korsika                    | Gilles Simeoni            | Gilles Simeoni            | 239.801 239.718     | 57,08 % 58,91 %   | 1. Runde 2. Runde | 24,86 % 32,02 %      | 5,92 % —                | 3,75 % —              | 4,00 % —           | —               | 61,44 % 1 67,97 % 1 |
| Martinique                 | Alfred Marie-Jeanne       | Serge Letchimy (PPM)      | 306.530 306.498     | 32,45 % 44,83 %   | 1. Runde 2. Runde | 16,40 % 1 14,47 %    | 38,73 % 1 37,72 %       | —                     | —                  | —               | 40,95 % 1 47,81 % 1 |
| Normandie                  | Hervé Morin (LC)          | Hervé Morin (LC)          | 2.384.741 2.385.197 | 32,99 % 32,91 %   | 1. Runde 2. Runde | 36,86 % 44,26 %      | 31,15 % 1 26,18 %0      | 31,15 % 1 26,18 %0    | 19,86 % 19,52 %    | 11,07 % 10,04 % | 1,06 % —            |
| Nouvelle-Aquitaine         | Alain Rousset (PS)        | Alain Rousset (PS)        | 4.352.409 4.352.930 | 35,91 % 36,57 %   | 1. Runde 2. Runde | 12,51 % 14,19 %      | 35,37 % 1 39,51 %0      | 12,07 % 14,19 %       | 18,20 % 19,11 %    | 13,59 % 13,01 % | 7,35 % —            |
| Okzitanien                 | Carole Delga (PS)         | Carole Delga (PS)         | 4.220.364 4.220.834 | 37,24 % 37,83 %   | 1. Runde 2. Runde | 12,19 % 18,22 %      | 45,40 % 1 57,77 %0      | 8,84 % 3              | 22,61 % 24,00 %    | 8,78 % —        | 1,17 % 1 —          |
| Pays de la Loire           | Christelle Morançais (LR) | Christelle Morançais (LR) | 2.775.346 2.775.882 | 30,73 % 31,67 %   | 1. Runde 2. Runde | 34,29 % 46,45 %      | 40,60 % 1 34,87 %0      | 40,60 % 1 34,87 %0    | 12,53 % 10,48 %    | 11,97 % 08,20 % | 0,60 % —            |
| Provence-Alpes-Côte d’Azur | Renaud Muselier (LR)      | Renaud Muselier (LR)      | 3.580.620 3.581.330 | 33,72 % 36,84 %   | 1. Runde 2. Runde | 31,91 % 57,30 %      | 24,01 % 1 —             | 5,28 % —              | 36,38 % 42,70 %    | —               | 2,43 1 —            |
| Réunion                    | Didier Robert (DVD)       | Huguetto Bello (PCR)      | 668.919 668.754     | 36,44 % 46,48 %   | 1. Runde 2. Runde | 31,31 % 1 48,15 %0   | 62,29 % 1 51,85 %0      | 4,65 % 1 —            | 1,74 % —           | —               | —                   |